# كرات لحم كونيغسبرغ
كرات لحم كونيغسبرغ (بالألمانية: Königsberger Klopse)، وهي كرات لحم من تخصص بيروسي مع صلصة البشاميل وقبار.

## الاسم
الاسم مسمى خلف مدينة كونيغسبرغ (كالينينغراد) و يعد واحداً من أهم أطباق مطبخ بروسيا الشرقية. في ألمانيا الشرقية، يسمى الطبق Kochklopse والذي يعني (كرات لحم مسلوقة) لتجنب أي إشارة لتلك المدينة.